# Francisco Fernández Ordóñez
Francisco Fernández Ordóñez (ur. 22 czerwca 1930 w Madrycie, zm. 7 sierpnia 1992 tamże) – hiszpański polityk i prawnik, parlamentarzysta, minister finansów (1977–1979), minister sprawiedliwości (1980–1981), minister spraw zagranicznych (1985–1992).

## Życiorys
Pochodził z wielodzietnej rodziny. Kształcił się w Colegio Nuestra Señora del Pilar, następnie ukończył prawo na Uniwersytecie Complutense w Madrycie. Studiował również w Harvard Law School. Początkowo pracował w prokuratorze w Huelvie, po kilku latach dołączył do państwowego korpusu inspektorów finansowych. Obejmował różne stanowiska w strukturze resortu finansów, był przewodniczącym delegacji do OBWE i przedstawicielem Hiszpanii w różnych organizacjach międzynarodowych. Pełnił funkcję sekretarza generalnego ministerstwa finansów (1969–1973) i podsekretarza stanu (1973). W 1974 został prezesem państwowego holdingu przemysłowego Instituto Nacional de Industria, jednak ustąpił z tej funkcji jeszcze w tym samym roku, kwestionując politykę frankistowskiego rządu.
W okresie przemian politycznych z drugiej połowy lat 70. został liderem Partii Socjaldemokratycznej, z którą dołączył do Unii Demokratycznego Centrum. W latach 1977–1979 sprawował mandat posła do konstytuanty. Następnie do 1983 i ponownie od 1986 do 1989 był posłem do Kongresu Deputowanych. Od lipca 1977 do kwietnia 1979 pełnił funkcję ministra finansów w gabinecie Adolfa Suáreza. Od września 1980 był ministrem sprawiedliwości w kolejnym rządzie tegoż premiera oraz u Leopolda Calvo-Sotelo, podał się do dymisji w sierpniu 1981.
Opuścił wkrótce swoje dotychczasowe ugrupowanie, tworząc Partido de Acción Democrática, z którą przystąpił do Hiszpańskiej Socjalistycznej Partii Robotniczej. Objął funkcję prezesa Banco Exterior de España. W lipcu 1985 premier Felipe González powierzył mu stanowisko ministra spraw zagranicznych, które zajmował do czerwca 1992. Zmarł dwa miesiące później na skutek choroby nowotworowej.

## Odznaczenia
- Łańcuch Orderu Izabeli Katolickiej[1]